# (2008) Konstitutsiya
(2008) Konstitutsiya es un asteroide perteneciente al cinturón exterior de asteroides descubierto por Liudmila Ivánovna Chernyj desde el Observatorio Astrofísico de Crimea, en Naúchni, el 27 de septiembre de 1973.

## Designación y nombre
Konstitutsiya recibió inicialmente la designación de 1973 SV4.
Más tarde se nombró según la palabra rusa para constitución con motivo de la publicación de la nueva constitución soviética de 1977.

## Características orbitales
Konstitutsiya orbita a una distancia media de 3,213 ua del Sol, pudiendo alejarse hasta 3,532 ua y acercarse hasta 2,894 ua. Su excentricidad es 0,0992 y la inclinación orbital 20,66 grados. Emplea 2104 días en completar una órbita alrededor del Sol.

## Características físicas
La magnitud absoluta de Konstitutsiya es 10,1. Tiene un diámetro de 50,26 km y un periodo de rotación de 11,27 horas. Su albedo se estima en 0,0531.